# Nuevo Tzalam
Nuevo Tzalam es una localidad del municipio de Sudzal en el estado de Yucatán, México.

## Toponimia
El nombre (Nuevo Tzalam) proviene del idioma maya.

## Hechos históricos
- En 1995 cambia su nombre de Nuevo Tzalán a Nuevo Tzalam.

## Demografía
Según el censo de 1990 realizado por el INEGI, la población de la localidad era de 124 habitantes, de los cuales 66 eran hombres y 58 eran mujeres.
| 39                          | 85 | 103 | 124 |
| (Fuente: INEGI [Consultar]) |    |     |     |